# Cultura de las islas Pitcairn
La cultura de las islas Pitcairn proviene de los aportes de los primeros colonizadores de la isla los amotinados del Bounty y nativos de Tahití (Polinesia).
El pitkern es una lengua criolla desarrollada a partir del inglés del siglo XVIII, con elementos del idioma de Tahití. Es la lengua que habla el conjunto de la población y es enseñado junto con el idioma inglés en la única escuela con que cuentan las islas. Se encuentra muy emparentado con el idioma criollo Norfuk, que se habla en la isla Norfolk, ya que Norfolk fue repoblada a mediados del siglo XIX por nativos de las Pitcairn.
La Iglesia Adventista del Séptimo Día, antiguamente fue muy importante en la configuración de las costumbres de los habitantes. Se respeta el sábado como día de descanso. Las fiestas laicas conmemoradas en el territorio incluyen la Fiesta nacional (National Day) celebrada el segundo sábado de junio y el cumpleaños de la reina Isabel II el 21 de abril.

## Sociedad
En los últimos años los estrictos códigos morales que habían prevalecido en la isla que prohibian la danza, las expresiones de afecto en público, fumar, y el consumo de alcohol, se han relajado. Ya no es preciso que los habitantes de las islas y los visitantes deban comprar una licencia de seis meses para poder comprar, importar, y consumir alcohol, como lo requería antiguamente una Ordenanza de Gobierno de la Isla Pitcairn. En la actualidad existe un café y bar con licencia en la isla, y la Tienda de Suministros del Gobierno vende alcohol y cigarrillos.
Los detalles de la gastronomía local y el acervo cultural local de los isleños de Pitcairn han sido registrados en el libro de cocina: "A Taste of Pitcairn: The First Pitcairn Island Cookbook", de Meralda Warren.
La pesca y la natación son dos actividades recreativas populares. Se realiza una gran celebración para los cumpleaños o cuando llega un barco o yate, a la cual concurre toda la comunidad de Pitcairn; la misma consiste en una cena pública en la Plaza Adamstown. Las mesas se disponen con una amplia variedad de platillos, incluidos pescado, carnes, pollo, philhi, arroz asado, plun hervida (banana), fruto del árbol de pan, platos con vegetales, y distintas tartas, pan, y diversos postres, ananá y melón.
El trabajo público que es obligatorio por ley para todos los hombres y mujeres que cuentan entre 16 y 65, permite mantener los caminos y sendas de la isla. La isla posee una fuerza laboral de más de 35 hombres y mujeres (2011).